# Biston thibetaria
Biston thibetaria är en fjärilsart som beskrevs av Charles Oberthür, 1886. Biston thibetaria ingår i släktet Biston och familjen mätare, Geometridae. Inga underarter finns listade i Catalogue of Life.

## Bildgalleri

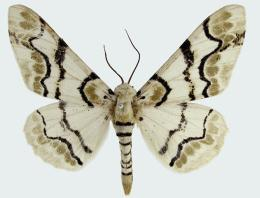
Preparerad (uppnålad) Imago fjäril, hane.
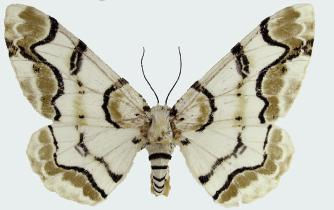
Preparerad (uppnålad) Imago fjäril, hona.